# 모이라 맥태거트
닥터 모이라 킨로스 맥태거트(영어: Dr. Moira Kinross MacTaggert)는 마블 코믹스의 등장인물이다. 엑스맨과 연관해 등장하는 유전학자로 뮤턴트 연구의 권위자이다. 1975년 12월 《언캐니 엑스맨》 96호에서 처음 등장했다.뮤턴트능력은 환생으로 최대 11번까지 사용할 수 있어서 더 이상 환생을 못하게 되었다

## 담당 배우

### 영화
- 엑스맨: 최후의 전쟁(2006) - 올리비아 윌리엄스
  - 엑스맨: 퍼스트 클래스(2011) - 로즈 번
  - 엑스맨: 아포칼립스(2016) - 로즈 번

## 담당 성우

### TV 애니메이션
- 엑스맨(1992) - 랠리 커도
- 마블 아니메: 엑스맨(2011) - 사카키바라 요시코/그웬돌린 유(사사키 유이)

### 비디오 게임
- 엑스맨 레전드(2004) - 미셸 아서
  - 엑스맨 레전드 2: 아포칼립스의 역습(2005) - 제인 카
- 마블 히어로즈(2013) - 타라 스트롱